# Kensaku Omori
Kensaku Omori (大森 健作 Omori Kensaku?), född 21 november 1975, är en japansk tidigare fotbollsspelare.
I april 1995 blev han uttagen i Japans trupp till U20-världsmästerskapet 1995.